# Birsfelden
Birsfelden je město ve švýcarském kantonu Basilej-venkov. Žije zde přibližně 10 tisíc obyvatel.

## Geografie
Birsfelden leží v nadmořské výšce 259 metrů u ústí řeky Birs do Rýna. Je tak nejníže položenou obcí kantonu Basilej-venkov. Nejníže položené místo v kantonu leží rovněž v Birsfeldenu, a to v nadmořské výšce 246 metrů u ústí řeky Birs. Nejvyšší bod leží ve výšce 280 m, čímž je Birsfelden obcí s nejnižším nejvyšším bodem v celém Švýcarsku. Na západě tvoří řeka Birs hranici s městem Basilej, na severu a severovýchodě tvoří Rýn přirozenou hranici s Basilejí a Riehenem (kanton Basilej-město) a s německou obcí Grenzach-Wyhlen (hranice mezi Německem a Švýcarskem). Na východě a jihu sousedí Birsfelden s Muttenzem. K obci patří také elektrárna Birsfelden a rýnský přístav Birsfelden. Rozloha obce je 252 ha, z toho 81 % tvoří zastavěná plocha, 18 % zemědělská půda a 1 % les.

## Historie

Letecký pohled (1954)

Artefakty z doby kamenné a bronzové a pozůstatky římského hradiště ve Sternenfeldu jsou dokladem raného osídlení ústí řeky Birs. Birsfelder Hof byl znám již ve vrcholném středověku a patřil hrabatům z Hombergu a klášteru St. Alban v Basileji. Po vybudování stálého dřevěného mostu přes řeku Birs v roce 1425 se na Birsfeldu rozvinula malá osada. Velký rozmach však nastal až po rozdělení obou basilejských kantonů v roce 1833, kdy se Birs stal hranicí kantonu a Birsfelden celním střediskem. To vedlo k zakládání hostinců se stájemi a majitelů vozů s koňmi. Díky výhodné dopravní poloze nedaleko raně průmyslové čtvrti St. Albantal se zde usadilo také mnoho dělníků. Birsfelden dlouho patřil k obci Muttenz a statut samostatné obce získal až v roce 1874. Od roku 1923 se na tzv. Sternenfeldu nacházelo basilejské letiště a Birsfelden byl napojen na celou evropskou síť letecké dopravy. V roce 1950 se toto mezinárodní letiště stalo příliš malým a bylo přemístěno do Blotzheimu, kde bylo vybudováno současné letiště Basilej-Mulhouse.
Název Birsfelden znamená „u polí na řece Birs“. Poprvé se připomíná kolem roku 1748/67 (panství [...] dnes známé jako Birsfeld). Středověká osada východně od ústí řeky Birs do Rýna se nazývala Klein-Rheinfelden. Birsfelden je v místním nářečí znám také jako Blätzbums. Tento název je poprvé doložen v polovině 20. století a mohl by mít masopustní původ.

## Obyvatelstvo
| Rok            | 1860 | 1880 | 1900 | 1930 | 1950 | 1970   | 1980   | 1990   | 2000   |
| Počet obyvatel | 1416 | 3271 | 3614 | 6175 | 6148 | 14 226 | 12 543 | 11 290 | 10 429 |

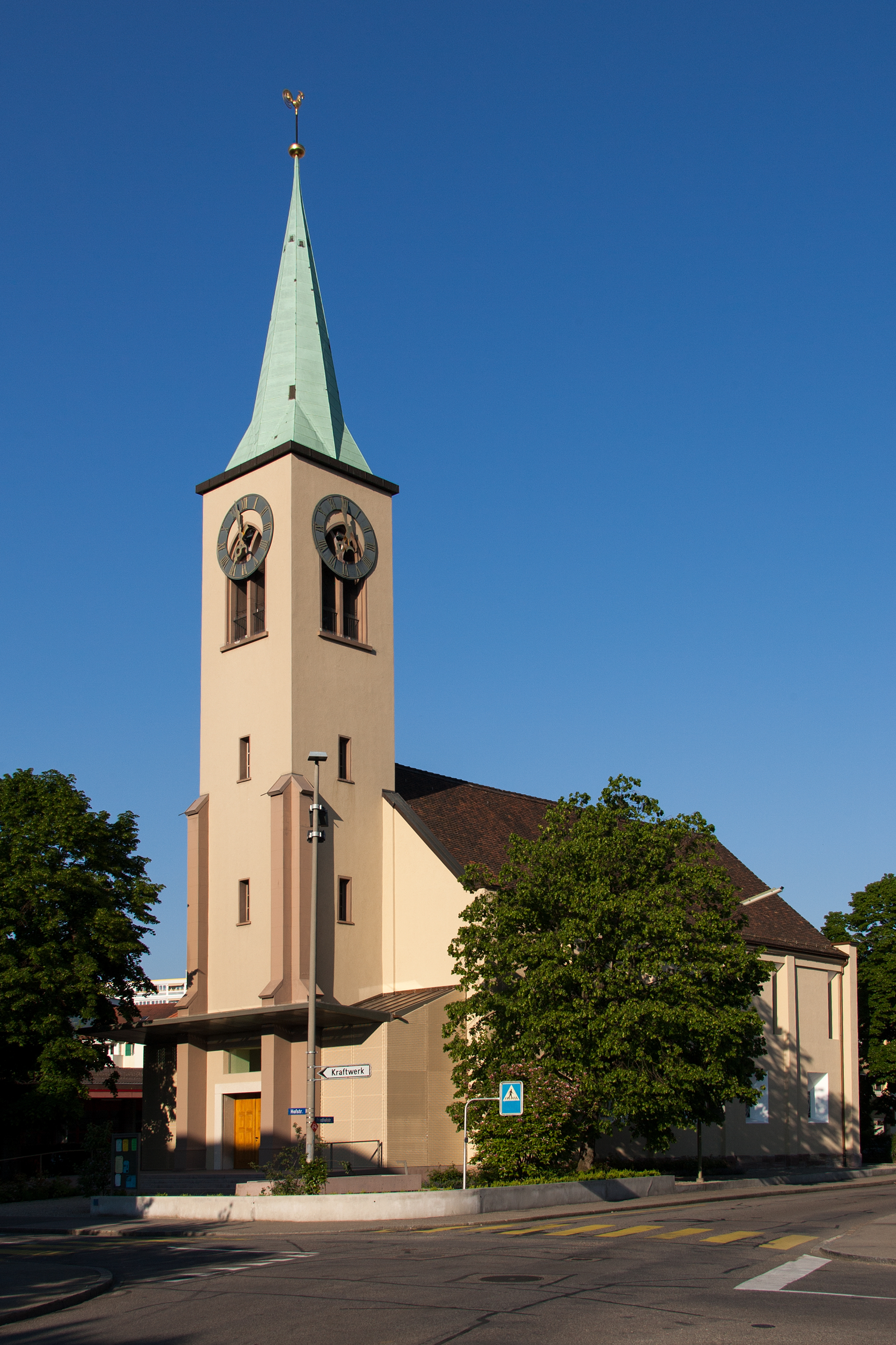
Reformovaný kostel

30 % obyvatel je římskokatolického vyznání a 27 % reformovaného vyznání. Podíl cizinců činí 33,1 %. Většina obyvatel (k roku 2000) hovoří německy (8 591, tj. 82,4 %), druhým nejčastějším jazykem je italština (617, tj. 5,9 %) a třetím francouzština (217, tj. 2,1 %).

## Hospodářství
Přístav Birsfelden tvoří spolu s přístavy St. Johann a Kleinhüningen a přístavem Auhafen Muttenz švýcarské přístavy na Rýně, které se dohromady rozkládají na ploše více než 1,3 milionu m². V Birsfeldenu se nachází také sídlo mezinárodní společnosti Vitra a rybí farma Micarna.

## Doprava
Hlavní silnice v Birsfeldenu spojuje dálnici A3 s dálnicí A2 vedoucí k německým hranicím. Díky tomuto spojení ji v době dopravní špičky využívají německé a francouzské přeshraniční osoby dojíždějící za prací, aby se vyhnuly dopravním zácpám.
Birsfelden je spojen s Basilejí tramvajovou linkou 3 a s Liestalem autobusovými linkami 80 a 81.

## Partnerská města
- Plan-les-Ouates, Švýcarsko

## Osobnosti
- Roland Dalhäuser (* 1958), atlet